# Kandi Burruss
Kandi Burruss, (Atlanta, 1976. május 17. –) Grammy-díjas amerikai énekesnő, dalszerző, színésznő, televíziós személyiség.

## Pályafutása
Burruss tizenötévesen szerepelt a Black Entertainment Television „Teen Summit” című sorozatában. 1994-ben érettségizett. Mielőtt csatlakozott volna az Xscape együtteshez, egy Precise nevű együttessel lépett fel. Míg még a georgiai Tri-Cities előadóművészeti középiskolába járt, LaTocha Scott húga, Tamika megismerkedett Kandi Burrussszal. A három lány elkezdett együtt énekelni, és egy negyedik tagot is toboroztak, Tamera Cogginst, bár a kapcsolat csak rövid ideig tartott. Hamarosan Tameka „Tiny” Cottle-t felkérték, hogy jelentkezzen a lányok közé, és így hivatalosan is megalakult az Xscape. A csoport 1992-es, a BET Teen Summit fesztiválján tartott nagyszabású debütáló fellépése után a lányokat bemutatták Ian Burke lemezkiadónak, aki később a csoport menedzsere lett. Az Xscape hamarosan felkeltette Jermaine Dupri figyelmét, aki később leszerződtette az együttest a So So Def Recordings kiadójához. 1993. végefelé a kiadták debütáló albumukat, a Hummin' Comin'-t. Az album a 17. lett az Billboard 200-as listán és a 3. az R&B Albums listán. Kritikai és kereskedelmi sikert aratott; egy éven belül platinalemez lett.
1995-ben az Xscape kiadta második stúdióalbumát, az „Off the Hook”-ot. Ez az album is platinalemez lett. Harmadik, egyben utolsó stúdióalbumuk, a „Traces of My Lipstick” a 28. helyen szerepelt a Billboard 200-as listáján és a 6. helyen a Hot R&B/Hip-Hop listán. Több mint egymillió példány kelt el belőle az Egyesült Államokban. A Traces of My Lipstick után LaTocha Scott kilépett a zenekarból, hogy szólókarrierbe kezdjen. A lányok hamarosan újra összeálltak.
2017-ben Burruss felhívta a zenekar többi tagját, hogy megbeszéljenek egy saját műsort. A műsor az „Xscape: Still Kickin' It” nevet kapta, és egy négyrészes minisorozatként készült el. Premierje a BravoTV-n volt 2017. november 5-én. Mielőtt Burruss újra csatlakozhatott volna a zenekarhoz, bocsánatot szeretett volna kérni a zenekar egyik tagjától, Tamika Scottól, aki egy 2007-es interjúban azt állította, hogy Burruss azzal oszlatta fel a zenekart, hogy lefeküdt a kiadójuk vezetőjével és annak apjával is. Burruss azt mondta, hogy nem ez volt az oka a zenekar feloszlásának. A bocsánatkérés megtörtént a színpadon egy 2017-es detroiti koncerten.
Burruss a Bravo valóságshow-jában, a „The Real Housewives of Atlanta”-ban szerepelt a második évad premierje óta. 2022-ig Burruss öt Real House wives kísérősorozatában is szerepelt, kezdve a The Kandi Factory-val (2012), és folytatva a Kandi's Wedding (2014), Kandi's Ski Trip (2015) és az Xscape: Still Kickin' It (2017) című sorozatokkal, amelyeket mindegyiket a Bravo sugárzott. vendégként szerepelt Kim Zolciak-Biermann esküvői különkiadásában, a Don't Be Tardy for the Wedding-ben (2012). Burruss hatodik szereplése a Bravo kísérősorozatában a „Kandi and the Gangben”, amelynek premierje 2022. március 6-án volt. Emellett visszatérő szerepet kapott Roselyn Perry szerepében a Showtime drámasorozatának, a „The Chi”-nek a harmadik évadában is.
Burruss megnyerte a Fox Broadcasting Company versenysorozatának, a  The Masked Singernek a harmadik évadát, és ötödik lett a CBS „Celebrity Big Brother” című műsorának második évadában.

## Albumok
- 2000: Hey Kandi...
- 2009: Fly Above EP
- 2010: Kandi Koated

## Filmek
- Kandi Burruss az IMDb-n

## Díjak
- 2000: Grammy Awards; Best R&B Song

- 2000: ASCAP Award; Songwriter of the Year
- 2012: AVN Awards; Best Overall Sex Toy Line
- 2018: ASCAP Pop Awards; Winning songs
- 2023: Black Entertainment Television (BET):[3] Love Award
- 2024: Drama League Award; Gratitude Award
- 2024: People's Choice Awards; The Reality TV Star of the Year (függőben)
- 2024: Southeast Emmy Awards; Outstanding Spanish Documentary (függőben)